# Magdolna Rúzsa
Magdolna Rúzsa, detta Magdi (in serbo Магдолна Ружа?, Magdolna Ruža; Vrbas, 28 novembre 1985), è una cantante serba naturalizzata ungherese.
Nel 2006 si è aggiudicata il concorso canoro Megasztár, versione ungherese del Pop Idol. Nel 2007 ha partecipato all'Eurovision Song Contest tenutosi ad Helsinki con la canzone Unsubstantial Blues, terminando in 9ª posizione con 128 punti.

## Biografia
Rúzsa Magdi è nata il 28 novembre nella città di Vrbas, in Vojvodina. Ha frequentato le elementari nella sua cittadina, Mali Iđoš (Kishegyes in ungherese, popolata principalmente da magiari). Ha poi frequentato un corso di formazione per diventare ostetrica. Dopo un tirocinio di sei mesi ha ottenuto l'abilitazione.
Fin da bambina Magdi coltiva la passione per il canto. La sua prima esibizione degna di nota risale al 2004, quando partecipò vincendo a un concorso di musica pop nella città serba di Senta. Sempre nello stesso periodo costituì una band amatoriale, i Madness.
Nel 2005 ha partecipato alla terza stagione del talent show ungherese Megasztár, trasmesso da Tv2, di cui è stata vincitrice nel 2006. Sul mercato musicale ungherese furono lanciati due album di Magdi: A döntőkben elhangzott dalok (it. Le canzoni in finale), pubblicato il 28 novembre 2006, e il primo disco di inediti, Ördögi angyal (it. Angelo diabolico).

## Il grande successo
Per tutto il 2007 si è esibita in concerto. Ha rappresentato l'Ungheria all'Eurovision Song Contest 2007 con il brano Aprócska blues, nella sua versione in inglese "Unsubstantial Blues", una canzone ispirata da una vecchia canzone della cantante Kati Kovács, Várlak. Magdi arrivò nona nella graduatoria finale. Il 30 giugno si tenne il concerto principale del suo tour ungherese, a Budapest, il Kapcsolat koncert, da cui furono realizzati un album live e un DVD. Nello stesso periodo si trasferì nella capitale ungherese.
Il 5 novembre 2008 fu pubblicato il suo secondo album di studio, Iránytű, (it. Bussola), certificato disco d'oro in Ungheria.
Il 17 settembre 2009 ha ottenuto la cittadinanza ungherese.
Nel 2010 fu pubblicato il brano "Gábriel", cover del brano "Gabrijel" della cantante croata Doris Dragović, caratterizzata anche nella versione in ungherese da una musicalità tipicamente jugoslava e da un accompagnamento di chitarre balcaniche. Il brano fu un grande successo in Ungheria.
Dal 16 novembre 2011 iniziò al Teatro di Pest il residency show Magdaléna Rúzsa, terminato nel dicembre 2013, a cui hanno assistito oltre 40.000 spettatori.
L'11 novembre 2012 fu pubblicato il suo terzo album di studio, Tizenegy (it. Undici), che nel marzo 2013 ottenne il disco di platino.
Nel febbraio 2013 ha partecipato in qualità di giurata al programma televisivo A Dal (it. La canzone) per selezionare il brano in rappresentanza dell'Ungheria all'Eurofestival al fianco, tra gli altri, di Kati Kovács.
Il 28 novembre 2014 uscì l'album live Dalok húrokra és fúvósokra (it. Canzoni per fiati e corde). Un doppio CD e DVD fu estratto dal concerto di Magdi al Palazzo delle Arti di Budapest tenutosi nel 2013.
Il 26 e 27 febbraio 2016 ha tenuto un doppio concerto alla Budapest Sports Arena per festeggiare i suoi primi dieci anni di carriera.
Il 25 novembre 2016 sono stati pubblicati il CD e DVD del concerto-anniversario all'Aréna di Budpest, congiuntamente al quarto album di studio della popstar, Érj hozzám ("Toccami"), contenente i singoli precedentemente pubblicati, "Április", "Tejút" e la title track, e altre otto canzoni.

## Discografia
- 2006 – A döntőkben elhangzott dalok
- 2006 – Ördögi angyal
- 2007 – Kapcsolat koncert
- 2008 – Iránytű
- 2011 – Magdaléna Rúzsa
- 2012 – Tizenegy
- 2014 – Dalok húrokra és fúvósokra
- 2016 – Érj hozzám
- 2016 – Aréna koncert
- 2018 – Aduász
- 2018 – Aréna koncert 2018
- 2021 – Karma